# Südhang Ettersberg
Das Naturschutzgebiet Südhang Ettersberg liegt auf dem Gebiet der Stadt Weimar und im Landkreis Weimarer Land in Thüringen. Das größte Naturschutzgebiet im Landkreis erstreckt sich nördlich von Gaberndorf, einem Stadtteil von Weimar. Am östlichen Rand des Gebietes verläuft die Landesstraße L 1054, unweit südöstlich verläuft die B 7 und östlich die B 85.  In das Naturschutzgebiet Südhang Ettersberg ist der Bernhardtsberg eingeschlossen.

## Bedeutung
Das 408,3 ha große Gebiet mit der NSG-Nr. 323 wurde im Jahr 1997 unter Naturschutz gestellt. In den Jahren 2015 bis 2017 erwarb die NABU-Stiftung Nationales Naturerbe rund 289 Hektar des Naturschutzgebiets. Im Juni 2016 veranstaltete sie den NABU-Tag der Artenvielfalt am Ettersberg, um einen Überblick zur Artenzusammensetzung zu bekommen. Dabei konnten 314 Pflanzenarten, 76 Spinnentiere, 60 Vogelarten, 33 Wildbienenarten, 30 Tagfalterarten, 28 Schneckenarten, fünf Lurch- und zwei Kriechtierarten und hunderte von Insektenarten bestimmt werden.